# Атлант расправил плечи: Часть 1
«Атлант расправил плечи: Часть 1» (англ. Atlas Shrugged: Part I; 2011) — киноадаптация одноимённого романа Айн Рэнд (опубл. 1957). Премьера прошла 15 апреля 2011 года в США.
Часть 2 вышла осенью 2012 года, часть 3 — осенью 2014 года.

## Сюжет
Дагни Таггерт управляет крупнейшей в Америке железнодорожной корпорацией «Taggart Transcontinental», проявляя лучшие деловые качества, отвагу и находчивость, тогда как лучшие и наиболее компетентные работники её компании исчезают.
В поиске решения одной из своих проблем она знакомится с промышленником Хэнком Риарденом, производящим на своих заводах изобретённый им риарден-металл. Совместно они перестраивают важную для Таггертов железнодорожную ветку в Колорадо, ведущую к месторождениям нефти Эллиса Уайетта.

## В ролях
- Тейлор Шиллинг — Дагни Таггерт
- Грант Боулер — Хэнк Риарден
- Мэттью Мэрсден — Джеймс Таггерт, брат Дагни
- Грэм Беккель — Эллис Уайатт
- Эди Гатеги — Эдди Уиллерс
- Хсу Гарсия — Франсиско Доминго Карлос Андрес Себастьян Д’Анкониа
- Майкл Лернер — Уэсли Моуч
- Джек Мило — Ричард МакНамара
- Ребекка Высоки — Лилиан Риарден, жена Хэнка
- Нилл Бэрри — Филлип Риарден, брат Хэнка
- Патрик Фишлер — Пол Ларкин
- Джон Полито — Оррен Бойл
- Майкл О'Киф — Хью Акстон
- Джеффри Пирсон — Мидас Маллиген
- Навид Негабан — доктор Роберт Штадлер
- Пол Йоханссон — Джон Голт (как силуэт)
- Джун Скуибб — миссис Гастингс